# Aglaophenia allmani
Aglaophenia allmani är en nässeldjursart som beskrevs av Nutting 1900. Aglaophenia allmani ingår i släktet Aglaophenia och familjen Aglaopheniidae. Inga underarter finns listade i Catalogue of Life.